# 錦ソクラ
錦 ソクラ（にしき ソクラ）は、日本の漫画家。

## 来歴
2004年、会社員を辞め漫画家になることを決意し、活動を開始。アシスタントや同人、webコミックや週刊青年誌への読切作品掲載などの活動を経て2010年に『月刊アフタヌーン』（講談社）誌上にて『侍父』（さむらいパパ）を連載。
その後2012年に『近代麻雀』（竹書房）誌上で『3年B組一八先生』を連載開始、そのギリギリな作風がネット上で話題を呼んだ。2017年より『月刊コミックゼノン』にて北条司の『シティーハンター』の公式スピンオフ作品となる『今日からCITY HUNTER』の連載を手掛け、同作の「ナナメ上の設定」がSNSを中心に話題となった。2021年から同誌にて開始された『北斗の拳外伝 天才アミバの異世界覇王伝説 異世界に行ってもおれは天才だ!! ん!? まちがったかな…』の原作を務める。

## 作品リスト

### 連載
- BAND野郎ZE！（原作：掟ポルシェ、『YOMBAN』[8]→『Webコミックゲッキン』2009年2月2日 - 2010年10月15日） - 単行本未刊行
- 侍父（『月刊アフタヌーン』2010年12月号[3] - 2012年4月号、講談社、既刊1巻）
- 3年B組一八先生（『近代麻雀』2012年6月15日号 - 2020年2月号、竹書房） - 単行本未刊行
- 痛牌！ビッグダディ（『近代麻雀オリジナル』2012年 - 2013年、竹書房） - 単行本未刊行
- ロボこん!!（『まんがライフWIN』・『WEBコミックガンマ』 - 2014年7月、竹書房、既刊1巻）
- 今日からCITY HUNTER（参考書：「CITY HUNTER」北条司、『月刊コミックゼノン』2017年9月号[5] - 連載中、徳間書店→コアミックス、既刊17巻）
- 北斗の拳外伝 天才アミバの異世界覇王伝説 異世界に行ってもおれは天才だ!! ん!? まちがったかな…（原案：武論尊・原哲夫、作画：なっとうごはん、『月刊コミックゼノン』2021年12月号[7] - 2025年1月号、コアミックス、全9巻、全39話） - 原作担当[7]

### 読み切り
- 夜を歩く（『奇刊クリルタイ』増刊号『dorj』、2010年）
- 侍父 雀荘に行く（『近代麻雀』2012年3月15日号、竹書房）
- 一八先生×終末のワルキューレ（原作：『終末のワルキューレ』、『月刊コミックゼノン』2019年12月号[9]） - 『3年B組一八先生』と『終末のワルキューレ』のコラボ読み切り[9]

### アンソロジー
- 『鉄本 ーテツモトー 東京近郊大回り ─関東の車窓から─』（2009年12月22日発売[10]、講談社） - 描きおろし[10]
- 『福本ASオフィシャルアンソロジー』（2014年8月発売[11]、コミックマーケット86 竹書房ブース[11]）

### その他
- アカギトリビュートイラスト FESTIVAL（2018年6月[12]） - 竹書房と縁のある漫画家としてイラストを寄稿[12]